# SIE Worldwide Studios
A Sony Interactive Entertainment Worldwide Studios (vagy a hivatalos rövidítés szerint SIE Worldwide Studios, korábban Sony Computer Entertainment Worldwide Studios) a Sony Interactive Entertainment belsős videójáték-fejlesztő stúdióit összefogó cég, amelyet 2005-ben alapítottak. A vállalat felügyeli a Sony Interactive Entertainment birtokában lévő összes fejlesztőstúdió munkáját, illetve azok játékainak kreatív és stratégiai irányítását.

## Történelme

### 2005
- A Sony Computer Entertainment felvásárolja a Killzone sorozat fejlesztőjét, a Guerrilla Gamest, majd beolvasztja azt a SCE Worldwide Studiosba.[3]
- Bezárják a 989 Studiost.

### 2006
- A Sony Computer Entertainment felvásárolja a SOCOM sorozat fejlesztőjét, a Zipper Interactive-t, majd beolvasztja azt a SCE Worldwide Studiosba.[4]

### 2007
- A Sony Computer Entertainment felvásárolja a MotorStorm és a Pursuit Force sorozatok fejlesztőjét, az Evolution Studiost és annak leányvállalatát, a Bigbig Studiost, majd beolvasztja azokat a SCE Worldwide Studiosba.[5]

### 2009
- Bezárják a Twisted Metal sorozat és a Warhawk fejlesztőjét, az Incognito Entertainmentet.

### 2010
- A Sony Computer Entertainment felvásárolja a LittleBigPlanet fejlesztőjét, a Media Molecule-t, majd beolvasztja azt a SCE Worldwide Studiosba.[6]

### 2011
- A Sony Computer Entertainment felvásárolja a Sly Cooper és az Infamous sorozatok fejlesztőjét, a Sucker Punch Productionst, majd beolvasztja azt a SCE Worldwide Studiosba.[7]

### 2012
- Bezárják a Pursuit Force sorozat, a MotorStorm: Arctic Edge és a Little Deviants játékok fejlesztőjét, a Bigbig Studiost.[8]
- A Cambridge Studiót átnevezik Guerrilla Cambridge-re, amely ettől fogva a Guerrilla Games társstúdiójaként működik tovább.[8][9]
- Bezárják a SOCOM sorozat, a MAG és a Unit 13 fejlesztőjét, a Zipper Interactive-t.[10]
- Bezárják a Wipeout és a Formula One sorozatok fejlesztőjét, a SCE Studio Liverpoolt.[11]

### 2014
- A SCE Worldwide Studios részeként megalapítják a PixelOpust, az Entwined fejlesztőjét.[12]

### 2015
- Megalapítják a virtuális valóságon alapuló játékokra összpontosító North West Studiót.[13]

### 2016
- Bezárják a MotorStorm sorozat és a Driveclub fejlesztőjét, az Evolution Studiost.[14]

## Stúdiói
| Studio name               | Headquarters                     | Founded | Notes | Current status                 |
| ------------------------- | -------------------------------- | ------- | --- | ------------------------------ |
| Bend Studio               | Bend, Oregon, USA                | 1993    | Eredetileg Blank, Berlyn and Co. és Eidetic néven volt ismert, 2000-ben vásárolta fel a Sony. Videójátékai közé tartozik a Syphon Filter sorozat, az Uncharted: Golden Abyss és a Days Gone                                                                       | Aktív                          |
| ForwardWorks              | Tokió, Japán                     | 2016    | Feladata az okoskészülék-piacra szánt új szolgáltatások elindítása | Aktív                          |
| San Mateo Studio          | San Mateo, Kalifornia, USA       | 1998    | Eredetileg Foster City Studio néven volt ismert. A külsős fejlesztőcégekre bízott belsős játékok fejlesztésének felügyeletéért felelős | Aktív                          |
| Guerrilla Games           | Amszterdam, Hollandia            | 2000    | 2005-ben vásárolta fel a Sony. Videójátékai közé tartozik a Killzone sorozat és a Horizon Zero Dawn | Aktív                          |
| Insomniac Games           | Burbank, Kalifornia, USA         | 1994    | 2019-ben vásárolta fel a Sony, a cégnek Insomniac North Carolina néven Durhamben is van egy divíziója. Videójátékai közé tartozik a Spyro sorozat, a Ratchet & Clank sorozat, a Resistance sorozat és a Spider-Man                                                | Aktív                          |
| Japan Studio              | Tokió, Japán                     | 1993    | A J.S.E.D.D., a PlayStation C.A.M.P, a Team Ico és a Team Gravity is a részét képezi. Videójátékai közé tartozik az Ape Escape sorozat, a Soul Sacrifice, a Tokyo Jungle, a Patapon sorozat, a Loco Roco sorozat, az Ico, a Shadow of Colossus és a Gravity Rush. | Aktív                          |
| London Studio             | London, Egyesült Királyság       | 1993    | 2012-ben alapították a Psygnosis és a Team Soho egybeolvasztásával. Videójátékai közé tartozik a SingStar franchise | Aktív                          |
| Media Molecule            | Guildford, Egyesült Királyság    | 2006    | 2010-ben vásárolta fel a Sony. Videójátékai közé tartozik a LittleBigPlanet sorozat és a Tearaway | Aktív                          |
| Naughty Dog               | Santa Monica, Kalifornia, USA    | 1984    | Korábban Jam Software néven volt ismert, a Sony 2001-ben vásárolta fel. Videójátékai közé tartozik a Crash Bandicoot, a Jak and Daxter, az Uncharted és a The Last of Us sorozatok. Az ICE Team is a részét képezi                                                | Aktív                          |
| Manchester Studio         | Manchester, Egyesült Királyság   | 2015    | Korábban North West Studio néven volt ismert. PlayStation VR-játékokat fejlesztett | Aktív                          |
| PixelOpus                 | San Mateo, Kalifornia, USA       | 2014    | Videójátékai közé tartozik az Entwined és a Concrete Genie | Aktív                          |
| Polyphony Digital         | Tokió, Japán                     | 1992    | Korábban Polys Entertainment néven a Sony Computer Entertainment fejlesztőcsapata volt. Videójátékai közé tartozik a Gran Turismo sorozat | Aktív                          |
| San Diego Studio          | San Diego, Kalifornia, USA       | 2001    | Videójátékai közé tartozik az MLB: The Show sorozat és a The Mark of Kri | Aktív                          |
| Santa Monica Studio       | Los Angeles, USA                 | 1999    | Egy külsős fejlesztői ágazata is van, amely külsős fejlesztőknek nyújt anyagi és szellemi segítséget. Videójátékai közé tartozik a God of War sorozat | Aktív                          |
| Sucker Punch Productions  | Bellevue, Washington, USA        | 1999    | 2011-ben vásárolta fel a Sony. Videójátékai közé tartozik a Sly Cooper és az Infamous sorozatok, illetve a Ghost of Tsushima | Aktív                          |
| Visual Arts               | San Diego, Kalifornia, USA       | 2018    | A SIE motion capture-stúdiója | Aktív                          |
| 989 Studios               | Los Angeles, USA                 | 1995    | 2005-ben zárt be. Videójátékaik közé számos sportjáték és a Twisted Metal sorozat tartozik | Megszűnt                       |
| Bigbig Studios            | Warwickshire, Egyesült Királyság | 2001    | 2012-ben zárt be. Videójátékai közé tartozik a Pursuit Force | Megszűnt                       |
| Guerrilla Cambridge       | Cambridge, Egyesült Királyság    | 1997    | Korábban Millennium Interactive Ltd. és SCE Cambridge Studio néven volt ismert. 2012-ben a Guerrilla Games testvérstúdiója lett. 2017-ben bezárt. Videójátékai közé tartozik a MediEvil sorozat                                                                   | Megszűnt                       |
| Contrail                  | Tokió, Japán                     | 1997    | 2000-ben beolvadt a Japan Studióba, majd bezáért. Videójátékai közé tartozik a Legend of Legaia és a Wild Arms 2 | Beolvadt a Japan Studióba      |
| Evolution Studios         | Cheshire, Egyesült Királyság     | 1999    | 2007-ben vásárolta fel a Sony, 2016-ban zárt be. Videójátékai közé tartozik a MotorStorm sorozat, a WRC sorozat és a Driveclub | Megszűnt                       |
| Incognito Entertainment   | Salt Lake City, USA              | 1999    | 2009-ben zárt be. Videójátékai közé tartozik a Twisted Metal sorozat és a Warhawk | Megszűnt                       |
| Studio Liverpool          | Liverpool, Egyesült Királyság    | 1985    | Korábban Psygnosis néven volt ismert. 1993-ban vásárolta fel a Sony, 2012-ben bezárt. Videójátékai közé tartozik a Wipeout és a Formula One sorozatok | Megszűnt                       |
| Team Soho                 | Soho, London, Egyesült Királyság | 1994    | 2004-ben összeolvadta a Studio Camdennel, így létrehozva az SCE London Studiót. Videójátékai közé tartozik a The Getaway sorozat | Összeolvadt a London Studióval |
| Zipper Interactive        | Redmond, Washington, USA         | 1995    | 2006-ban vásárolta fel a Spny, 2012-ben bezárt. Videójátékai közé tartozik a SOCOM sorozat | Megszűnt                       |
| Sony Online Entertainment | San Diego, Kalifornia, USA       | 1997    | 2015 februárjában Daybreak Game Company néven kivált a cégből. Videójátékai közé tartozik az Everquest és a Planetside sorozatok | Független                      |

### Egyéb részlegei

#### ICE Team
A fejlesztőstúdió mellett a Naughty Dog ad helyet az ICE Team, a SCE Worldwide Studios egyik központi technológiai csoportjának. Az ICE Team alapvető grafikai technológiák - alacsony szintű játékmotor-elemek, grafikus feldolgozói csővezetékek (pipeline-ok), támogató eszközök, valamint grafikus profiling és hibakeresési eszközök - hoz létre a SCE Worldwide Studios fejlesztői számára. Az ICE Team ezek mellett külsős fejlesztőket is támogat különböző játékmotor-elem csomagok, illetve grafikus elemzés, profiling és hibakeresési eszközök képében, amelyek segítségével a fejlesztők jobban ki tudják használni a PlayStation-konzolok hardverét.

#### XDev
A Sony XDev Europe (External Development) kezeli a Sony Computer Entertainment Europe által kiadott független fejlesztők által készített játékokat. A cég székhelye a SIE Studio Liverpool épületében van. Az XDev olyan stúdiókkal működött közre, mint a Quantic Dream, a Relentless Software, a Eurocom vagy Sumo Digital, de ezek mellett a Media Molecule-lal, az Evolution Studioszal és a Guerrilla Gameszel is dolgozott még mielőtt azok a SCE Worldwide Studios részei nem lettek. A vállalt olyan elismert játékok létrehozásánál és kiadásánál segített, mint a LittleBigPlanet, a Buzz! sorozat vagy a Heavenly Sword. Az XDev mindezek mellett projektek finanszíroz, saját játékokat is készít, illetve projekt menedzsment és játéktervezési támogatást is nyújt.

##### A Sony XDev Europe közreműködésével készített videójátékok
- Alienation
- Beyond: Two Souls
- BigFest[18]
- Buzz!: Brain of the World
- Buzz!: Quiz Player
- Buzz!: Quiz TV
- Buzz!: Quiz World
- Buzz!: The Big Quiz
- Buzz!: The Hollywood Quiz
- Buzz!: The Mega Quiz
- Buzz!: The Music Quiz
- Buzz!: The Pop Quiz
- Buzz!: The Schools Quiz
- Buzz!: The Sports Quiz
- Buzz!: The Ultimate Music Quiz
- Buzz! Junior: Ace Racers
- Buzz! Junior: Dino Den
- Buzz! Junior: Jungle Party
- Buzz! Junior: Monster Rumble
- Buzz! Junior: Robo Jam
- Crash Commando
- Dead Nation
- Dead Nation: Apocalypse Edition
- Heavenly Sword
- Heavy Rain
- Hustle Kings
- Invizimals
- Invizimals: Hidden Challenges
- Invizimals: Shadow Zone
- Invizimals: The Alliance
- Invizimals: The Lost Kingdom
- Invizimals: The Lost Tribes
- Invizimals: The Resistance[19]
- Killzone 2
- Killzone: Liberation
- Lemmings Touch
- LittleBigPlanet
- LittleBigPlanet 2
- LittleBigPlanet 3
- LittleBigPlanet HUB
- LittleBigPlanet PSP
- LittleBigPlanet PS Vita
- MotorStorm
- MotorStorm: Arctic Edge
- MotorStorm 3D Rift
- MotorStorm: Pacific Rift
- Move Fitness
- Murasaki Baby
- PlayStation Vita Pets
- PulzAR
- Pursuit Force
- Pursuit Force: Extreme Justice
- Rag Doll Kung Fu: Fists of Plastic
- Reality Fighters
- Resogun
- Rime
- Run Sackboy! Run![20]
- Sackboy’s Prehistoric Moves
- Shadow of the Beast
- Smart As...
- Start the Party!
- Start the Party! Save the World
- Super Rub 'a' Dub
- Super Stardust HD
- Super Stardust Delta
- Super Stardust Portable
- Table Ice Hockey
- Table Mini Golf
- Table Top Tanks
- Tearaway
- Tearaway Unfolded
- The Fight: Lights Out
- The Hungry Horde[21]
- Tumble
- Until Dawn
- When Vikings Attack!
- Wild[22]
- Wonderbook: Walking with Dinosaurs

### SN Systems
A SN Systems windowsos fejlesztői eszközöket készít az összes PlayStation-platformra. Az SN Systemst 2005-ben vásárolta fel a Sony Computer Entertainment.

### SCEE R&D
A SCEE R&D PlayStation-platformokhoz kapcsolódó technikai kérdések szakértőiből álló csoport. A csapat abban a tekintetben egyedi, hogy a SCEE Centralnak, valamint a tokiói székhelyű SCEI R&D Organizationnek is jelentéseket tesz. Ugyan játékokat nem készítenek, azonban nyers technikai tartalmakat állítanak elő, melyeket a fejlesztők felhasználhatnak a játékaik készítése során.